# Boobrie Saxum
Il Boobrie Saxum è una struttura geologica della superficie di 101955 Bennu.